# Commedia antica
Con l'espressione commedia antica s'intende, secondo la suddivisione ideata dalla tradizione filologica alessandrina, la prima fase della commedia attica che va dalle origini fino al IV secolo a.C. e ha come massimo esponente Aristofane.
Secondo Aristotele la commedia deriva dal kòmos, il corteo associato alle falloforie, feste particolari che si svolgevano per la semina ed il lavoro nei campi e alle ritualità simposiache. Essa si divide in coro (che realmente potrebbe derivare dalle falloforie) e in parte dialogata (la cui origine è sconosciuta).
La commedia aveva inizialmente una funzione apotropaica, cioè scaccia sfortuna.
Il termine commedia potrebbe derivare da kòmos (κῶμος), la "baldoria" simposiaca e dionisiaca, o da κώμη, che significa "villaggio". Nel primo caso il significato è giustificato dal fatto che la commedia finiva sempre con una vera e propria baldoria (matrimonio, vittoria dell'attore comico), nel secondo invece dal fatto che era sempre rappresentata nei villaggi, perché era considerato un genere letterario poco nobile.
Il κῶμος designa una sfrenata danza oppure un corteo festoso che offriva lo spunto a ogni genere di improvvisazione: canti allegri e osceni, battibecchi scherzosi, scambi di invettive mordaci tra i partecipanti (κωμασταί), forse anche gare. Talvolta i cantori si travestivano da animali; cori teriomorfici di uomini mascherati da uccelli o da cavalli, oppure seduti sul dorso di delfini e struzzi, che procedono o danzano al suono di un flauto sono raffigurati in alcuni vasi del VI e del V sec.: la presenza del suono del flauto indica che si tratta di un tipo di rappresentazione. I Cori sono composti di esseri fantastici: uccelli, rane, nuvole nelle commedie omonime, vecchi ateniesi avvolti in un mantello e armati di pungiglione nella commedia Le vespe di Aristofane. Il Coro comico ebbe probabilmente un'origine autonoma dato che i suoi membri (coreuti) parlano di sé stessi e si presentano al pubblico al di fuori della trama, nella parabasi o al momento dell'ingresso nell'orchestra. 

## Struttura
La commedia nasce cinquant'anni dopo la tragedia, ma si afferma solo quando essa è già decaduta. Si divide in 5 parti: 
- prologo
- parodos, cioè l'ingresso nel coro
- agone, cioè l'introduzione del fulcro della narrazione
- parabasi
- esodo, cioè il canto di uscita del coro.

La commedia, a differenza della tragedia che si occupa del mito, ha maggiore vitalità perché prende spunto da argomenti quotidiani. Il maggiore esponente della commedia antica è Aristofane, commediografo dell'utopia e della dissacrazione delle istituzioni. I contenuti sono pressoché politici e durante la commedia, esattamente nella parabasi, gli attori si toglievano i costumi e cominciavano a dialogare con gli spettatori, cercando di coinvolgerli.